# فهرست بازیگران کره جنوبی
فهرستی از بازیگران کره جنوبی: لی دونگ ووک
- پارک هیونگ شیک
- پارک بوگوم
- جی چانگ ووک
- سونگ سئونگ هون
- لی یو وون
- هوانگ این یوپ
- جی سونگ
- سونگ ایل گوک
- جین سه یون
- جونگ سو مین
- وون کی جون
- هان هه جین
- جو یون هی
- جو بو-آه
- اه یون سو
- پارک مین یانگ
- کیون می ری
- هو جون هو
- هیون بین
- شین هه سان
- شین یه-اون
- یو یونگ جه
- یوم هه-ران
- کیم جون
- کیم بوم
- کیم ته هیونگ
- کیم سئو ووک
- کیم سون هو
- کیم هی وون
- کیم مین-سوک
- چوی سو جونگ
- چا جو یونگ
- هریسو
- هان جی مین
- هان هیو جو
- هان سوهی
- ها جون
- چا اون وو
- هان جی هی
- کیم آه جونگ
- کیم کپ سو
- کیم هی سان
- کیم سونگ سو
- کیم بیونگ کی
- کیم جونگ-هیون
- کیم یو جونگ
- کیم هیونگ جون
- کیم جی-اون
- کیم هیورا
- کیم هه-جین
- کیم نام-جو
- کیم مین-کیو
- بیون بک هیون
- کیم یو جونگ
- کیم گا-اون
- کیم گو-اون
- پارک سونگ هون
- پارک جونگ مین
- پارک سو جون
- پارک شین هه
- پارک جین یونگ
- پارک ها-سان
- لی سوهیوک
- لی جون کی
- لی هیوری
- لی یو وون
- لی هیونگ سوک
- لی سونگ-گی
- لی جه یونگ
- لی جه-ووک
- لی جونگ سوک
- لی هه ری
- لی یونگ ئه
- لی سونگ-کیونگ
- لی سونگ-گی
- لی هونگ-کی
- لی مین هو
- لی ته-ری
- لی مین کی
- مون گیون یانگ
- سو ئه
- سئو کانگ جون
- سونگ هه-کیو
- سونگ یان آه
- سونگ جی هیو
- سونگ یو ری
- سونگ جونگ کی
- ها یانگ سنگ
- کانگ کیونگ‌جو
- یو هو مین
- یورا
- یونجین کیم
- چون جونگ-میونگ
- جان چو
- جین هی کیونگ
- جان کوانگ ریول
- جونگ ایل وو
- جونگ سونگ ایل
- هان گا این
- اوه سهون
- کیم یو جونگ
- کیم هی سان
- لی یونگ ال
- کیم جونگین
- جی جین هی
- کیم جونمیون
- هوانگ سان هی
- گو هوارا
- جانگ گیون سوک
- اوه یئون سئو
- جونگ یونگ هوا
- لیم هو
- لیم جی یون
- کیوم میری
- پارک چانیول
- لی سو یانگ
- به سو بین
- جون جین یانگ
- جون سو نی
- لی گی
- لی جونگ سوک
- کیم وو-بین
- کیم جونگده
- کیم سو هیون
- جونگ ریو وون
- نام جو هیوک
- نام دا-روم
- دو کیونگسو
- بیون بکهیون
- وو دو هوان
- مون گا یونگ
- یو سئونگ هو
- کو هائه سان
- لی سونگ گی
- سونگ کانگ
- ایسوم
- پارک چانیول
- اوه سهون
- شیومین
- کیم جونگین
- کیم جیسو
- چا وو مین
- گونگ یو
- وی ها جون
- کانگ ها نول
- لی دونگ ووک
- کیم جونگ هیون
- لی جونگ جه
- جو یو ری
- هویون جونگ
- ّّلی جه هون
- کانگ ته اوه
- لی سون بین
- لی هاک جو
- جین کی جو
- کیم شین روک
- جون به سو
- یون گا یی
- کیم مین جو
- پارک سه هیون
- هونگ هوا یون
- وو هیون
- چا وو مین